# Protosphindus chilensis
Protosphindus chilensis es una especie de coleóptero de la familia Sphindidae.

## Distribución geográfica
Habita en Chile.